# 西于聚尔·英伊·约翰森
西于聚尔·英伊·约翰森（1962年4月20日—），是一名冰島政治家、前冰岛总理。

## 简介
西于聚尔出生于1962年，2009年4月首次当选冰岛议会议员，曾出任政府渔业和农业部长以及环境和资源部长。
2016年4月5日，进步党主席西格蒙杜尔·戴维·贡劳格松在进步党议会成员会议上宣布辞去冰岛总理一职，他同时提议由西于聚尔担任总理。西格蒙杜尔仍将担任进步党主席。媒体此前报道说，京勒伊格松涉嫌当选冰岛议会议员后没有申报与妻子共同拥有一家公司的情况，反对党因此要求京勒伊格松辞职。

## 荣誉

### 冰岛勋章奖章
- 白隼大十字勋章附颈饰（英语：Order of the Falcon）（2016年8月1日[3]）